# Коптев, Андрей Викторович
Андре́й Ви́кторович Ко́птев (род. 28 февраля 1984 года, Усолье-Сибирское, СССР) — российский легкоатлет. Чемпион летних Паралимпийских игр 2012 года в Лондоне, многократный чемпион мира и Европы. Заслуженный мастер спорта России.
Представляет два региона, выступает за города Уфа и Барнаул.
Работает в ДЮСШОР № 7 г. Уфы.

## Награды
- Орден Дружбы (10 сентября 2012 года) — за большой вклад в развитие физической культуры и спорта, высокие спортивные достижения на XIV Паралимпийских летних играх 2012 года в городе Лондоне (Великобритания)[2].
- Заслуженный мастер спорта России (2012).